# 亨利·威尔逊
亨利·威尔逊（Henry Wilson，1812年2月16日—1875年11月22日），美國政治人物，第18任副總統。
生于新罕布什尔州法明顿。
1840年当选马塞诸塞州众议院议员。他反对奴隶制度，脱离辉格党后筹建共和党。战后积极帮助为黑人建立完整的政治、民权措施。
1855－1873年任联邦参议员。1872年在格兰特政府任副总统。1875年任內因中风卒于华盛顿特區。